# Cannons de Calgary
Les Cannons de Calgary (en anglais : Calgary Cannons) étaient une équipe des ligues mineures de baseball basée à Calgary, en Alberta, au Canada.
Les Cannons existent de 1985 à 2002 dans la Ligue de la côte du Pacifique. Ils étaient un club-école de niveau AAA, le plus haut échelon des ligues mineures. Ils furent affiliés à 4 franchises différentes de la Ligue majeure de baseball : les Mariners de Seattle de 1985 à 1994, les Pirates de Pittsburgh de 1995 à 1997, les White Sox de Chicago en 1998, et les Marlins de la Floride de 1999 à 2002. L'équipe disputait ses matchs locaux au Burns Stadium (par la suite nommé Foothills Stadium).
Aligné dans la division Nord, les Cannons terminent au premier rang de leur section en 1985, 1987, 1989 et 1991. Ils atteignent trois fois la finale de la Ligue de la côte du Pacifique, en 1987, 1991 et 1998, mais ne remportent jamais le titre.
Plus de 400 joueurs des Ligues majeures de baseball ont porté les couleurs des Cannons. Les plus célèbres sont Alex Rodriguez, Edgar Martínez, Omar Vizquel et Danny Tartabull. Le vétéran lanceur Jim Abbott, qui tente un retour dans le baseball majeur en 1998, joue aussi 5 matchs avec les Cannons cette année-là avant d'avoir sa chance chez les White Sox de Chicago.
Les Cannons furent le club de baseball professionnel à évoluer au niveau le plus élevé dans l'histoire sportive de la ville de Calgary. Auparavant, la ville avait accueilli un club de niveau recrues (le plus bas échelon de ligues mineures) appelé Cardinals de Calgary et affilié aux Cardinals de Saint-Louis en 1977 et 1978, puis Expos de Calgary et affilié aux Expos de Montréal de 1979 à 1984.
Après 18 saisons, les Cannons de Calgary sont vendus et déménagent aux États-Unis, où ils deviennent en 2003 les Isotopes d'Albuquerque, basés dans le Nouveau-Mexique.
Au cours de leurs 18 saisons, les Cannons ont remporté 1 225 matchs de saison régulière contre 1 308 défaites, pour un pourcentage de victoires de ,484.